# 阿尔伯特·巴恩斯
阿尔伯特·巴恩斯（1798年12月1日—1870年12月24日）是一位美国神学家、长老会牧师、废奴主义者、禁酒运动倡导者和作家。他因其在1830年代出版的一系列旧约和新约圣经注释（共14卷）而闻名。据说，截至1870年，他撰写的《新约注释》（Notes on the New Testament）已经发行了一百多万卷。在美国长老会的老派新派神学之争期间，巴恩斯站在了新派一边。